# Massif forestier de Crécy-en-Ponthieu
Massif forestier de Crécy-en-Ponthieu este o arie protejată (sit de importanță comunitară — SCI) din Franța întinsă pe o suprafață de 894 ha, integral pe uscat.

## Localizare
Centrul sitului Massif forestier de Crécy-en-Ponthieu este situat la coordonatele 50°14′29″N 1°49′00″E / 50.24139°N 1.81667°E.

## Înființare
Situl Massif forestier de Crécy-en-Ponthieu a fost declarat arie specială de conservare în baza directivei 92/43 din 1992 referitoare la conservarea habitatelor naturale și a faunei și florei sălbatice pentru a proteja 1 specie de animale.

## Biodiversitate
Situată în ecoregiunea atlantică, aria protejată conține 2 habitate naturale: Păduri de fag acidofile atlantice, cu subarboret de Ilex și, uneori, de asemenea, Taxus, la nivelul arbuștilor (Quercion robori-petraeae sau Ilici-Fagenion), Păduri de fag Asperulo-Fagetum.
La baza desemnării sitului se află o specie protejată de  nevertebrate: rădașcă (Lucanus cervus).
Pe lângă speciile protejate, pe teritoriul sitului au mai fost identificate 2 specii de plante, 2 specii de păsări.